# 薩爾瓦多日記
《薩爾瓦多日記》是由台灣導演賀照緹所執導拍攝的一部紀錄片，本片遠赴中美洲的薩爾瓦多進行拍攝，並獲選2008年台北電影節紀錄片評審團特別獎。

## 劇情介紹
在薩爾瓦多的一間台商成衣加工廠，在工會幹部與資方的談判過程中資方撤資關廠，所有工人頓時失去生計，索性再透過國際組織的協助及工人的跨國抗爭下，2002年，資方首度在關廠後回頭與工人談判，並因此成立了首間由工人自主經營管理的工廠Just Gaments（公平成衣廠）。台灣的世新大學社會發展研究所的陳信行副教授，是當初積極協助此次抗爭與談判的一位重要推手，當時也在薩爾瓦多現場見證了Just Gaments成立的歷史時刻。
從2002的抗爭開始，陳信行副教授就持續與Just Gaments的法人代表席貝多（Garcia Gilberto）維持書信聯繫，密切關心Just Gaments的營運狀況，一直到2006年底，席貝多捎來壞消息，Just Gaments的營運似乎遇到空前的困難，陳信行因此決定於2007年春天直接前往薩爾瓦多，希望能與席貝多及工會幹部們面對面商討如何度過困難，但一下飛機的陳信行，卻從來接機的席貝多口中意外得知Just Gaments因繳不出廠租，工廠被房東蓄意鎖上，不讓工人入場工作，形同關廠。
遠道而來的陳信行，與Just Gaments的所有工人及工會幹部一起面對關廠的沈痛事實，卻也意外從不同角度重新認識這些共同奮戰多年的戰友們，透過實際拜訪了工會幹部華津和伊蓮娜的家，了解了除了工人的困境之外，這些幹部們同樣面臨了家庭及經濟問題，以及對工人們的強大責任壓力，還有在歷經薩爾瓦多內政動盪的威權年代，這些工會幹部對於自身家庭不能言說自己的工作身份，無法從家庭中得到認同與支持，但他們在如此艱困的環境中卻依舊堅強正面的努力著，深深感動了陳信行，也讓他們彼此重新建立起不同以往的跨國友誼。

## 外部連結
- 《 El Salvador journal 薩爾瓦多日記 》 （页面存档备份，存于）
- . 臺灣大百科全書.   [2015-11-04]. （原始内容存档于2016-03-07）.
- . 公共電視.   [2013-11-16]. （原始内容存档于2016-03-04）.
- 開眼電影網上《薩爾瓦多日記》的資料（繁體中文）
- 互联网电影数据库（IMDb）上《薩爾瓦多日記》的资料（英文）